# Gregory C. Johnson
Gregory Carl "Ray J" Johnson (Seattle, 30 de julho de 1954) é um astronauta norte-americano.
Johnson é formado em engenharia aeroespacial e recebeu suas asas de aviador em 1978, passando a fazer parte da reserva da Marinha dos Estados Unidos como piloto. De 1979 a 1980, foi instrutor de vôo do caça A-4 Skyhawk. Ainda em 1980, serviu como piloto no porta-aviões Kitty Hawk, como membro de uma esquadrilha de caças A-6 Intruder.
Em 1984, ele começou treinamento na Escola de Piloto de Teste da Força Aérea dos Estados Unidos, na Base Aérea de Edwards, na Califórnia. Após a formatura, ficou baseado na estação naval de China Lake, no mesmo estado, testando inovações nos caças  A-6E Intruder e F/A-18 Hornet. Depois deste período com piloto de testes, voltou ao Pacífico servindo em esquadrilha de caças a bordo de porta-aviões.
Johnson deu baixa da ativa da Marinha em 1990, passando à reserva para aceitar um cargo civil na NASA. Na agência, trabalhou oito anos como engenheiro espacial e piloto de pesquisas em diversos tipos de aeronaves, passando a exercer um cargo de chefia de departamento em 1994.
Em 1998 entrou para o curso de treinamento de astronautas da NASA, classificando-se em primeiro lugar entre 31 candidatos norte-americanos e estrangeiros. Assumindo cargos e funções técnicas na burocracia da NASA por onze anos, foi ao espaço pela primeira vez em maio de 2009, como piloto da missão STS-125 da Atlantis, a última missão de um ônibus espacial ao telescópio Hubble, retornando dia 24 de maio, após 12 dias em órbita.